# Горки (Беларус)
Вижте пояснителната страница за други значения на Горки.
Горки (на беларуски: Горкі; на руски: Горки) е град в Беларус, административен център на Горецки район, Могильовска област. Населението на града е 34 008 души (по приблизителна оценка от 1 януари 2018 г.).

## История
За пръв път селището е споменато през 1544 година, през 1861 година получава статут на град.
- Земеделски институт, Горки, втора половина на XIX в.
- Корпус № 3 на Беларуската селскостопанска академия
- Корпус № 3 на Беларуската селскостопанска академия
- Главен корпус на Беларуската селскостопанска академия
- Главен корпус на Беларуската селскостопанска академия
- Амфитеатър край Долното езеро
- Историко-етнографически музей
- Храм „Възнесение Господне“
- Здание на академията
- Братска могила на паднали съветски войни
- Библиотека
- Църква „Възнесение Господне“
- Дворец на културата
- Водонапорная башня
- Братска могила от гражданската война